# Interspecies Reviewers
Interspecies Reviewers (異種族レビュアーズ Ishuzoku Rebyuāzu) ist eine erotische Mangareihe von Amahara mit Illustrationen von masha, die seit 2016 im Dragon Comics Age des Verlages Fujimi Shobō erscheint und in den Genres Ecchi und Comedy einzuordnen ist.
Das Werk inspirierte zu mehreren Umsetzung unter anderem als Light Novel und Anime-Fernsehserie. Letztere erfuhr aufgrund der freizügigen Darstellungen in der dritten Episode in Japan selbst sowie international kontroverse Aufmerksamkeit, was zur Folge hatte, dass diverse inländische Fernsehdienste und der Streamingdienst Funimation den Anime absetzten, während andere regionale Fernsehsender in Japan die Serie spontan in ihr Programm aufnahmen. In Deutschland erhielt der Anime aufgrund der dritten Episode keine Jugendfreigabe.
Die Serie handelt von dem menschlichen Abenteurer Stunk und dessen Freunden Zel, Kurim, Kanchal und Bruise, die nächtlich das Rotlichtviertel aufsuchen und verschiedenste Arten von Sukkubinen nach ihren sexuellen Erfahrungen bewerten.

## Handlung
In einer Welt, in der verschiedene humanoide Lebewesen miteinander leben und Prostitution legal ist, existieren für jede Spezies eigene Bordelle, in denen Sukkubinenmädchen arbeiten. Als der menschliche Abenteurer Stunk und sein Kumpane, der Elf Zel, aneinandergeraten, da sie sich uneins sind, welche Sukkubinenspezies ihr Handwerk am besten versteht, involvieren sie kurzerhand ihre Freunde Kanchal, einen Halbling, und den Bestienmenschen Bruise, um den Disput aus der Welt zu schaffen. Nachdem sie feststellen, dass ihre Bewertungen bei der Bevölkerung äußerst positiv wahrgenommen werden, beschließen sie weitere Bordelle in der Stadt aufzusuchen und diese zu bewerten.
Eines Tages stößt der Engel Kurim, der aufgrund seines gebrochenen Heiligenscheins nicht wieder in den Himmel zurückkehren kann, zu der Gruppe und erlebt dabei die verrücktesten Abenteuer.

## Charaktere
Stunk (スタンク, Sutanku)
Ein Abenteurer und Mensch. Er ist Mitglied der Spezienbewerter und hat eine Vorliebe für Elfen und Nekomimi. Er bevorzugt gutaussehende Sukkubinenmädchen. Es wird angedeutet, dass er ein schwieriges Verhältnis zu seiner Familie, insbesondere zu seinem Vater, hat. Stunk rettet den Engel Kurim vor einem Monster und freundet sich mit ihm an.
Zel (ゼル, Zeru)
Ein Freund von Stunk und ein Elf. Er bevorzugt Sukkubinen mit hohem Mana und Menschen. Er gerät häufig mit Stunk aufgrund dessen Vorlieben aneinander. Zel unterstützt Stunk bei dessen Abenteuern.
Kurim (クリムヴェール, Kurimuvēru)
Ein Engel, der von Stunk und Zel gerettet wird. Weil Kurims Heiligenschein gebrochen ist, kann dieser nicht zurück in den Himmel. Um sich etwas Geld zu verdienen, fängt er an in der städtischen Taverne Ale & Eats als Kellner zu arbeiten. Kurim ist ein Hermaphrodit, was er aber vor den anderen verheimlicht, um keine unangenehme Aufmerksamkeit auf sich zu ziehen. Auch ist es Kurim peinlich, dass er von allen Bewertern am besten bestückt ist.
Kanchal (カンチャル, Kancharu)
Ein Halbling und Mitglied der Spezienbewerter mit einer Vorliebe für Sadomasochismus, wobei er eine sadistische Ader an den Tag legt.
Bruise (ブルーズ, Burūzu)
Ein Bestienmensch und Mitglied der Spezienbewerter. Er hat eine Vorliebe für mollige Sukkubinen. Bruise bewertet die Qualität der Sukkubinen nach seinen sensiblen Sinnen.
Maidori (メイドリー, Meidorī)
Ein Harpyien-Mädchen, das in der Taverne Ale & Eats arbeitet und angewidert von den Bewertungen der Spezienbewerter ist. Sie wird schnell wütend und kann aggressiv werden, vor allem wenn sie in die perversen Machenschaften der Bewerter involviert wird.

## Medien

### Manga und Romanreihe
Interspecies Reviewers ist eine Mangareihe von Amahara mit Zeichnungen von masha. Das erste Kapitel wurde am 7. Juli 2016 als One Shot im Magazin Monthly Dragon Age des Verlages Fujimi Shobō veröffentlicht. Eine monatliche Veröffentlichung des Mangas startete am 19. August gleichen Jahres auf der Comicseite Dragon Dragon Age von Nico Nico Seiga. Bereits im Jahr 2014 arbeitete Amahara an einem ähnlichen, unzensierten Comic, den er unter dem Namen shufūzoku Kurosu Rebyū (異種風俗クロスレビュー) auf dem Imageboard Pixiv veröffentlichte.
Bis Mai des Jahres 2021 veröffentlichte der Verlag Kadokawa sechs Bände der Mangareihe im Tankōbon-Format. Am 9. Januar 2020 erschien eine Manga-Anthologie mit verschiedenen Zeichnern unter dem Titel Interspecies Reviewers Comic Anthology: Darkness, welcher im Februar 2021 mit einem zweiten Band fortgesetzt wurde. Yen Press lizenzierte sowohl die Hauptreihe als auch die Anthologie für den englischsprachigen Raum.
| Band | Veröffentlichung (Japan) | ISBN (Japan)                                                                 |
| ---- | ------------------------ | ---------------------------------------------------------------------------- |
| 1    | 08. Sep. 2017            | ISBN 978-4-04-072434-8.                                                      |
| 2    | 07. Dez. 2018            | ISBN 978-4-04-072970-1. (Standard) ISBN 978-4-04-072974-9. (Special Edition) |
| 3    | 09. Juli 2019            | ISBN 978-4-04-073257-2.                                                      |
| 4    | 09. Jan. 2020            | ISBN 978-4-04-073460-6.                                                      |
| 5    | 09. Sep. 2020            | ISBN 978-4-04-073793-5.                                                      |
| 6    | 08. Mai 2021             | ISBN 978-4-04-074099-7.                                                      |

| Band | Veröffentlichung (Japan) | ISBN (Japan)                                                                 |
| ---- | ------------------------ | ---------------------------------------------------------------------------- |
| 1    | 09. Jan. 2020            | ISBN 978-4-04-073461-3.                                                      |
| 2    | 09. Feb. 2021            | ISBN 978-4-04-073977-9. (Standard) ISBN 978-4-04-073978-6. (Special Edition) |

Der Autor Tetsu Habara startete im Jahr 2018 eine Romanreihe zum Manga, welche mit Illustrationen von W18 versehen ist. Der erste Band erschien am 7. Dezember 2018 unter dem Titel Ishuzoku Rebyuāzu Ekusutashi ̄Deizu (異種族レビュアーズ　えくすたしー・でいず). Eine Fortsetzung erschien am 9. Januar 2020 unter dem Titel Ishuzoku Rebyuāzu Marionetto Kuraishisu (異種族レビュアーズ　まりおねっと・くらいしす). Die Romane wurden, wie die beiden Mangaserien auch, von Yen Press für den englischsprachigen Raum lizenziert.
| Band | Titel | Veröffentlichung (Japan) | ISBN (Japan)            |
| ---- | --- | ------------------------ | ----------------------- |
| 1    | Interspecies Reviewers: Ecstacy Days Ishuzoku Rebyuāzu Ekusutashi ̄Deizu (異種族レビュアーズ えくすたしー・でいず)               | 07. Dez. 2018            | ISBN 978-4-04-073008-0. |
| 2    | Interspecies Reviewers: Marionette Crisis Ishuzoku Rebyuāzu Marionetto Kuraishisu (異種族レビュアーズ まりおねっと・くらいしす) | 09. Jan. 2020            | ISBN 978-4-04-073453-8. |

### Anime-Fernsehserie
Am 28. Juni 2019 kündigte der Verlag Kadokawa an, dass die Mangareihe eine Umsetzung als Anime-Fernsehserie erhalten werde, die im Animationsstudio Passione entsteht. Die zwölfteilige Animeserie entstand unter der Regie von Yuki Ogawa, wobei das Drehbuch von Kazuyuki Fudeyasu basierend auf die Mangavorlage geschrieben wurde. Das Charakterdesign wurde von Makoto Uno entworfen und die Musik von Uchihigashi komponiert.
Die Synchronsprecher der Hauptcharaktere Stunk, Zel und Kurim singen mit Ikōze☆Paradise und Hanabira Ondo sowohl den Titel im Vor- als auch im Abspann. Die Anime-Fernsehserie wurde zwischen dem 11. Januar 2020 und dem 28. März gleichen Jahres in einer zensierten und einer freizügigen Version im japanischen Fernsehen gezeigt.
Für den nordamerikanischen Raum erhielt Funimation die Rechte an der Ausstrahlung der Serie. Im deutschsprachigen Raum ist die Serie in der zensierten Fassung auf Wakanim zu sehen. Der Anime-Publisher peppermint anime kündigte an, Interspecies Reviewers in der unzensierten Fassung auf DVD und Blu-ray-Disc zu veröffentlichen. Critical Mass Video, ein Verleger für pornografische Animes (Hentai), kündigte für den 7. Dezember 2021 eine Blu-ray-Veröffentlichung allerdings nur in Originalsprache mit englischen Untertiteln an.

#### Synchronisation
| Rolle   | japanischer Sprecher (Seiyū) | deutscher Sprecher  |
| ------- | ---------------------------- | ------------------- |
| Stunk   | Junji Majima                 | Vincent Fallow      |
| Zel     | Yūsuke Kobayashi             | Felix Mayer         |
| Kurim   | Miyu Tomita                  | Leslie-Vanessa Lill |
| Kanchal | Kaede Yuasa                  | Daniel Schlauch     |
| Bruise  | Kenji Hamada                 | Pat Zwingmann       |
| Maidori | MAO                          | Julia Bautz         |

## Besprechungen

### Allgemeine Besprechungen
Im Jahr 2017 wurde der Manga mit dem DLsite Award des Animenachrichtenmagazins Da Vinci des Verlages Media Factory und Niconico ausgezeichnet.
Theron Martin und Nick Creamer besprachen die erste Episode der Anime-Fernsehserie im Rahmen des Winter 2020 Anime Preview Guide auf Anime News Network. Beide Rezensenten gaben der ersten Folge eine durchschnittliche Bewertung ab. Creamer verglich Interspecies Reviewers mit Nekopara und kam zum Schluss, dass die Charaktere bei Interspecies Reviewers im Vergleich zum Genrekollegen tiefgründiger geschrieben wurden und auch das Worldsetting wesentlich besser war. Auch hob er die solide Produktion und den Farbenreichtum hervor. Martin bewertete die Serie kritischer, zieht aber das Fazit, dass die Serie diejenigen bespaßen könnte, die auf trashiness stehen und die pietätlose Sicht auf Prostitution tolerieren. Die Serie kann einen dreckigen Humor hervorrufen, wenn man nicht zu viel dabei nachdenke.
Isaiah Jones schrieb in seiner Liste der zehn meisterwarteten Comedy-Animeserien, dass Interspecies Reviewers bezüglich der expliziten Darstellungen auf einem schmalen Grat wandere, und in der Folge kontrovers diskutiert wurde, was Anime noch dürfe. Stig Høgset bezeichnete Interspecies Reviewers als überraschend unterhaltsam und sex-positiv, wobei er gesteht, dass die Charaktere nicht zuletzt aufgrund der vielen unterschiedlichen Persönlichkeiten der in der Serie vorgestellten Sexarbeiterinnen gut durchdacht sei und die Serie bei der Visualisierung mit einigem davongekomme.

### Kontroverse um die 3. Episode
Interspecies Reviewers wurde ab dem 11. Januar 2020 im japanischen Fernsehen unter anderem auf AT-X, Tokyo MX und Sun TV gezeigt. Nach der Ausstrahlung der dritten Episode am 25. Januar 2020, in der die Charaktere das Geschlechtertauschhaus besuchen und ihr Geschlecht wechseln, um zu erfahren, wie sich gleichgeschlechtlicher Geschlechtsverkehr anfühlt, brachen Tokyo MX und Sun TV die Serie ab und nahmen diese aus dem Programm. Während Tokyo MX diesen Schritt mit nicht weiter bezeichneten organisatorischen Gründen innerhalb des Fernsehsenders begründeten, zeigte sich bei Sun TV das Sendermanagement für diesen Schritt verantwortlich. Währenddessen kündigten die regionalen Fernsehsender GBS und BBC an, die Serie in der zensierten Fassung in ihr Programm aufzunehmen.
Kurz zuvor hatte der US-amerikanische Anime-Publisher und Streamingdienstanbieter Funimation den Simulcast des Anime am 31. Januar 2020 abgebrochen, da die Inhalte nicht mit den geschäftlichen Standards des Unternehmens vereinbar sind. Das zu Funimation gehörende Subunternehmen Wakanim zeigte den Anime in diversen Regionen weiterhin, darunter in Frankreich, Deutschland und Russland. Der Streamingdienst AnimeLab kündigte an, den Simulcast in Australien und Neuseeland fortzusetzen. Nach der Übernehme des Dienstes durch Funimation wurde die Serie im Juni 2021 aus dem Katalog entfernt. Auch Amazon Prime Video entfernte die Serie im Februar 2020.
Nachdem der deutsche Anime-Publisher peppermint anime bekannt gegeben hatte, dass man die Animeserie in deutscher Synchronisation auf DVD und Blu-ray veröffentlichen werde, wurde der Anime im Mai 2021 aufgrund der dritten Episode einer erweiterten Prüfung durch die FSK unterzogen. Im gleichen Monat wurde schließlich angekündigt, dass die Serie aufgrund der dritten Folge keine Jugendfreigabe erhalte und nicht an Minderjährige verkauft werden darf. Durch die Prüfung der FSK wurde eine mögliche Indizierung durch die Bundesprüfstelle für jugendgefährdende Medien (BPjM) entgegengewirkt.

### Entfernung auf Pornhub
Nachdem der Anime-Publisher Funimation die Serie selbst aus seinen Katalog entfernt hatte, verkündete dieser im Juni 2020, dass man sämtliche Clips und ganze Episoden der Anime-Fernsehserie auf der Pornoseite Pornhub löschen lassen möchte, da diese dort illegal hochgeladen wurden.